# ГЕС Вузениця
ГЕС Вузениця – гідроелектростанція у Словенії. Знаходячись між ГЕС Дравоград (26,2 МВт, вище по течії) та ГЕС Вухред, входить до складу каскаду на річці Драва, великій правій притоці Дунаю. 
В межах проекту річку перекрили бетонною греблею висотою 34 метра та довжиною 191 метр, яка потребувала 88 тис м3 матеріалу. Вона утримує витягнуте по долині Драви на 11,9 км водосховище з площею поверхні 1,8 км2 та об’ємом 7,1 млн м3 (корисний об’єм 1,8 млн м3). 
Особливістю гідроелектростанції є розміщення трьох її гідроагрегатів у пірсах греблі. Змонтовані тут турбіни типу Каплан первісно мали загальну потужність на рівні 44,4 МВт, яка після модернізації у 1990-х зросла до 55,6 МВт. Станція використовує напір у 13,7 метра та забезпечує виробництво 247 млн кВт-год електроенергії на рік.
Видача продукції відбувається по ЛЕП, розрахованій на роботу під напругою 110 кВ.